# Bendis cinerea
Bendis cinerea är en fjärilsart som beskrevs av Butler 1898. Bendis cinerea ingår i släktet Bendis och familjen nattflyn. Inga underarter finns listade i Catalogue of Life.